# (265924) Franceclemente
(265924) Franceclemente ist ein Asteroid des äußeren Hauptgürtels, der von dem italienischen Amateurastronomen Vincenzo Silvano Casulli am 21. Januar 2006 am Observatorium im Ortsteil Vallemare (IAU-Code A55) der Gemeinde Borbona in der Provinz Rieti entdeckt wurde. Sichtungen des Asteroiden hatte es vorher schon im Oktober 2004 unter der vorläufigen Bezeichnung 2004 TZ277 im Rahmen des Spacewatch-Projektes der University of Arizona am Kitt-Peak-Nationalobservatorium gegeben.
Der Asteroid ist Mitglied der Koronis-Familie, einer Gruppe von Asteroiden, die nach (158) Koronis benannt ist. Die zeitlosen (nichtoskulierenden) Bahnelemente von (265924) Franceclemente sind fast identisch mit denjenigen von fünf weiteren Asteroiden: (30352) 2000 JL39, (89289) 2001 VY21, (89446) 2001 WW78, (266347) 2007 DK101 und (308988) 2006 UE13.
(265924) Franceclemente wurde am 3. Dezember 2017 nach dem Maler und Designer der postmodernen italienischen Transavantgarde Francesco Clemente benannt, der Mitglied der American Academy of Arts and Letters ist.